# 2023年东帝汶议会选举
2023年东帝汶议会选举于2023年5月21日在东帝汶举行。东帝汶独立革命阵线、人民解放党、帝汶人民团结繁荣党与民主党四个党组成政治联盟参加选举，但最终不敌在野党東帝汶重建全國大會黨。

## 选举背景
2018年東帝汶議會選舉结束后，東帝汶重建全國大會黨、人民解放党、帝汶人民团结繁荣党与民主党结成政治联盟变革与进步联盟，组建第八届宪法政府，落选的总理马里·阿尔卡蒂里（东帝汶独立革命阵线）需将权力移交给陶尔·马坦·鲁阿克（人民解放党）。然而由重建全国大会党提交的大量政府职位候选人被总统弗朗西斯科·古特雷斯卡关，认为这些人从多个层面来看不适合在政府任职。无论如何，陶尔·马坦·鲁阿克都要把内阁组建起来，悬空的职位只能由其他内阁成员兼任。而在国民大会，变革与进步联盟拒绝在野的独立革命阵线与民主党在一定程度上参与主席团及各个委员会的管理，引发后续的冲突。

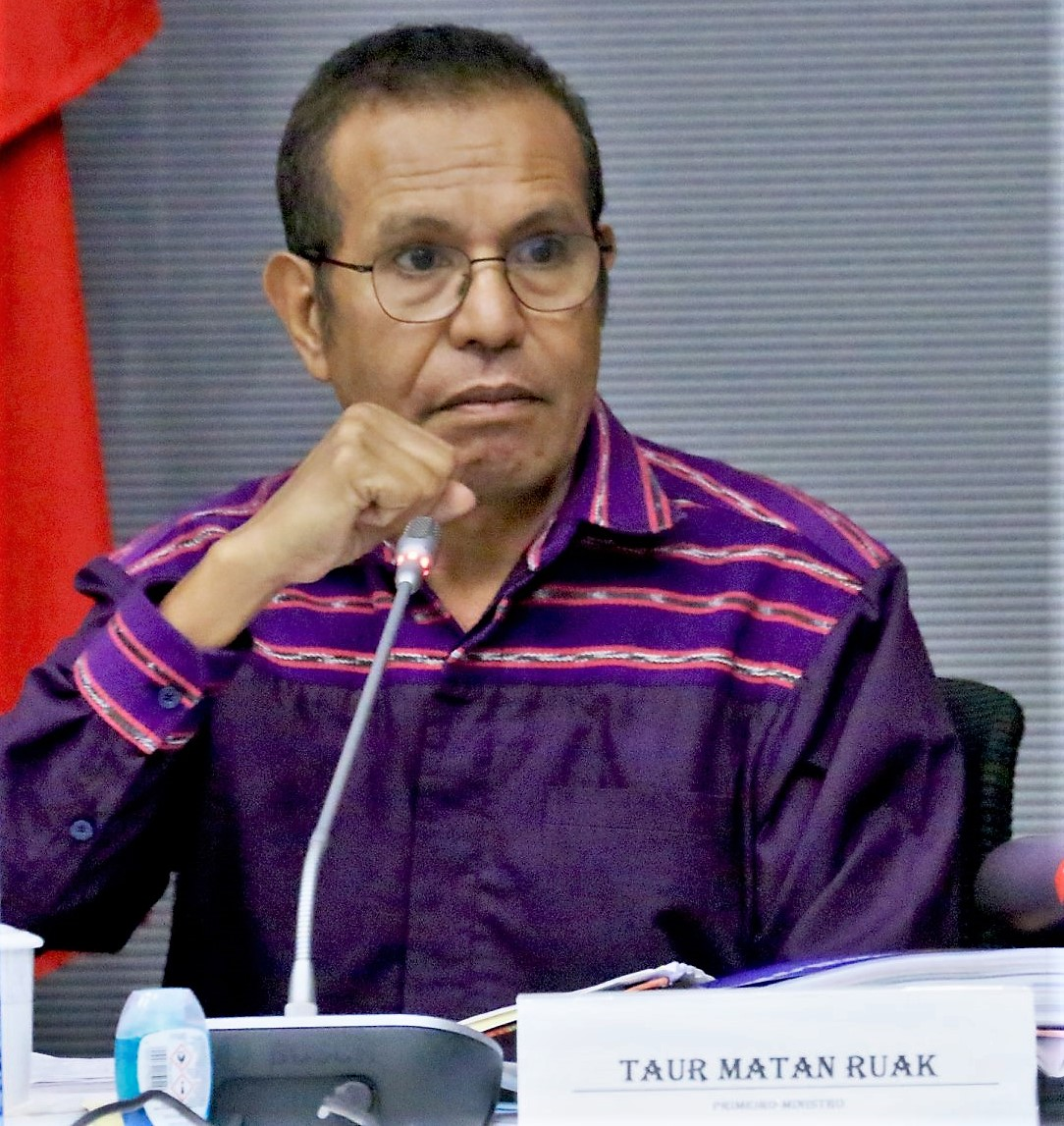
2020年，时任总理陶尔·马坦·鲁阿克发表公开演讲

2020年，重建全国大会党的议员不断指控总理陶尔·马坦·鲁阿克在选举已经结束一年半的情况下，未能让重建党在内阁部长中占大多数。当年的1月17日，因重建党议员投下弃权票，鲁阿克政府提出的财政预算案被否决。事后鲁阿克宣布改革与进步联盟正式解散，但被总统古特雷斯挽留，希望他继续领导政府。1月22日，大会党、繁荣党、民主党、帝汶民主联盟、东帝汶全国重建革新阵线与民主發展團結黨签署联盟协议，以期组建新政府。然而两天后，古特雷斯再次拒绝鲁阿克的辞呈，要求他继续率领过渡政府。3月底，COVID-19疫情爆发，东帝汶又面临一大危机。彼时团结繁荣党再次表态支持鲁阿克，鲁阿克最终于4月8日收回辞呈。上述六党组成的联盟提名沙纳纳·古斯芒出任总理，但没有得到总统古特雷斯回应。4月27日，议会就针对COVID-19疫情启动紧急状态进行投票，独立革命阵线、人民解放党、团结繁荣党三党一致投票同意，六党联盟的反对票无效。随后六党联盟宣布解散，独立革命阵线与民主党的胡里奥·萨尔门托·达·科斯塔得以加入政府内阁。原本担任国会议长的阿朗·诺埃·德·热苏斯·达·科斯塔·阿马拉尔（Arão Noé da Costa Amaral，重建党）遭到罢免，由独立革命阵线的阿尼塞托·古特雷斯·洛佩斯担任。与此同时，各个委员会也进行改选，重建党议员无缘参与。
变革与进步联盟解散后，新的政治联盟于2020年5月12日正式成立，由独立革命阵线、人民解放党、团结繁荣党和民主党四个党派组成。新一届领导班子于5月29日和6月24日任命。
2022年3月19日是总统选举的日子，时任总统古特雷斯竞逐连任。由于各候选人未能获得过半票数，第二轮投票于同年4月19日进行，由首轮投票得票较多的若泽·拉莫斯·奥尔塔与古特雷斯争夺。最终奥尔塔凭借62.1%的投票率赢得选举，成为东帝汶历史上第一个任期不连贯但再度当选的总统候选人，古特雷斯则是史上第二位被击败的在任总统，第一位是2012年首轮选举出局的奥尔塔。奥尔塔之所以选择复出，是因为他觉得古特雷斯任内的操作违反宪法。此前，古特雷斯拒绝奥尔塔所属政党提名的部长人选宣誓就职，理由是这些人正因腐败行为接受法律调查。奥尔塔胜选当天就表示可能会解散议会，重新选举。他又希望各政党能维持平衡关系，但未能明确透露具体的解决方案。他提出了一个推动脱贫的平台，包括增加女性与儿童的医保投入，增加就业岗位。他表示会尝试改善各政党的沟通渠道，以提升局面稳定性。此外，奥尔塔也致力于与政府共同解决COVID-19疫情及俄乌战争造成的供应链问题。奥尔塔表示会支持政府在剩余任期内履行工作。
2022年11月，奥尔塔将定期举行的议会选举定在2023年2月20日举行。惟议会认为这个时间与其他事情有冲突，最终奥尔塔将日期定在5月21日，以便新一届议会能和2018年一样，都在6月12日履新，新政府则有望在6月21日宣誓就职。此外，2024年的财政预算案也可以按时通过，从而避免诸多问题，而东南亚国家联盟也将在同年9月举行的峰会中正式接纳东帝汶为正式会员国。

## 选举系统

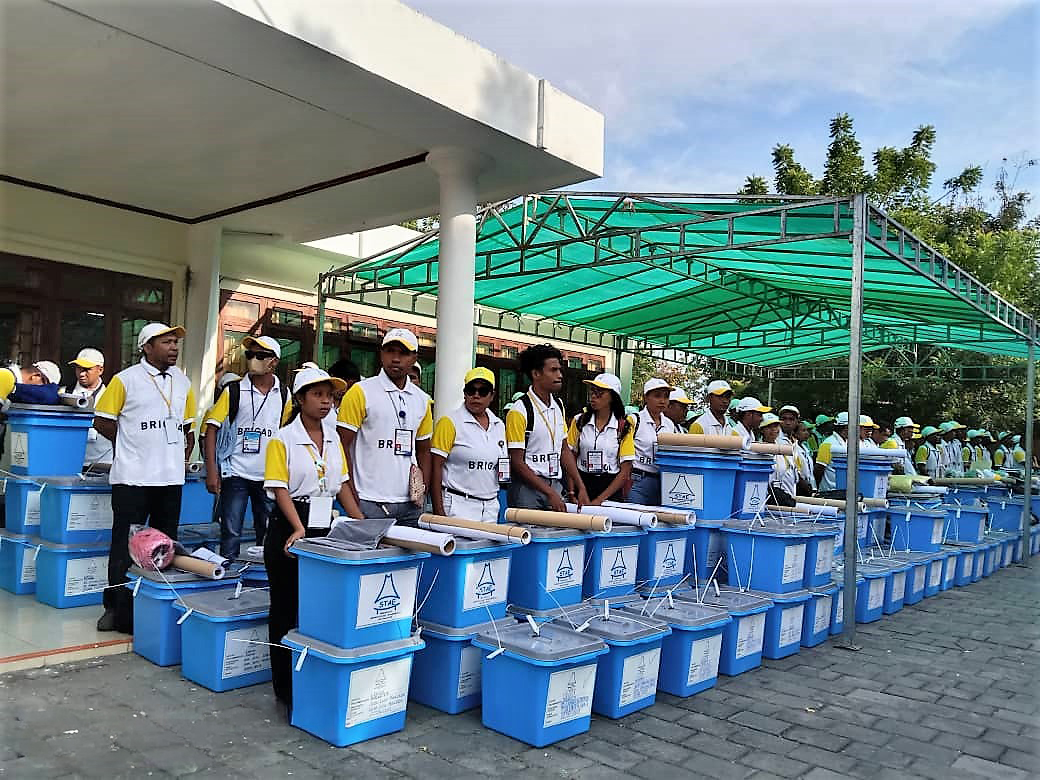
利基萨区的票箱

国民议会的全部65个议席通过全国唯一一个选举改选，选举采用封闭名单比例代表制。每个政党至少需要在选举名单内提交三名候选人，其中一人必须是女性。席位按照漢狄法分配，选举门槛为4%。为避免席位最多且相同的政党较多，最后一个席位分配给得票最少的政党。为了达到4%的选举门槛（约合2.6万张选票），各政党也可以组成政治联盟。选民需要用紫色的不可洗墨水，在选票中按上手指印，这样做是为了防止重复投票。
选举管理技术秘书处（Secretáriado Técnico de Administração Eleitoral）共开放全国1472个投票中心、1850个票站。全东帝汶共有890,145名登记选民，其中1.18万人为海外选民。为照顾海外选民，当局在澳大利亚达尔文、墨尔本、悉尼、葡萄牙里斯本、波尔图、贝雅、韩国光州、首尔，以及英国克鲁、鄧甘嫩、彼得伯勒和牛津设立票站。约2万名工作人员参与选举当天的工作。选民必须在户籍所在地投票，因此投票日当天首都帝力有许多民众回家乡投票。按照2022年总统选举的经验，每个区都会在帝力的投票中心开设投票驻点，选民无需回家乡即可投票。选举秘书处计划在全国开设1500个点票中心、1880个点票站。
2023年3月14日，总统奥尔塔否决了选举法的多项修正案。在致议员的一封信中，奥尔塔支持引入以盲文制作的邮寄投票和文件，但拒绝为无法回家乡投票的选民设立平行票站。上述操作在2022年的总统选举中首次登场，此次是计划在2023年的议会选举中扩大使用。奥尔塔批评将计票数据直接转发到国家选举委员会的计划，尽管宪法要求点票先单个投票箱进行，之后在区级再进行一次。另外，新的选举法未提到阿陶罗岛，这个岛在一个小岛上，没有投票站。议会须就国家元首要求的修正案做出决定，最终于3月20日以37票支持、22票反对、2票弃权，原封不动地将修正案打回给奥尔塔。如果新修订的法律再次获得议会通过，总统必须签署生效。

## 参选政党
各政党需在2023年3月15日前提交选举名单，选举活动于4月19日启动。
2018年，最高上訴法院撤销了七个政党的参选资格，包括帝汶社会民主协会、帝汶英雄协会、自由民主黨、國家團結黨、東帝汶國家共和黨、帝汶國家黨和工人黨。最终国家选举委员会于2月15日公布了24个符合参选资格的政党名单，其中于2022年注册的帝汶绿党入选。另一方面，法院裁定民主千年黨、帝汶民主共和党、发展人民党和帝汶民主党不合法，无法参加2023年的大选。
2023年1月底，由东帝汶全国民主联盟、发展人民党和爱乐巴人民自由党组成民主联盟。不过，最高法院未正式认可全国民主联盟为合法政党。3月4日，又有四个政党组建选举联盟，民主联盟、独立革命阵线–变革党与在议会没有代表的帝汶社會民主中央行動黨和国家发展党组成泛民主前线。与此同时，民主共和党与帝汶人民君主协会也宣布成立联盟。

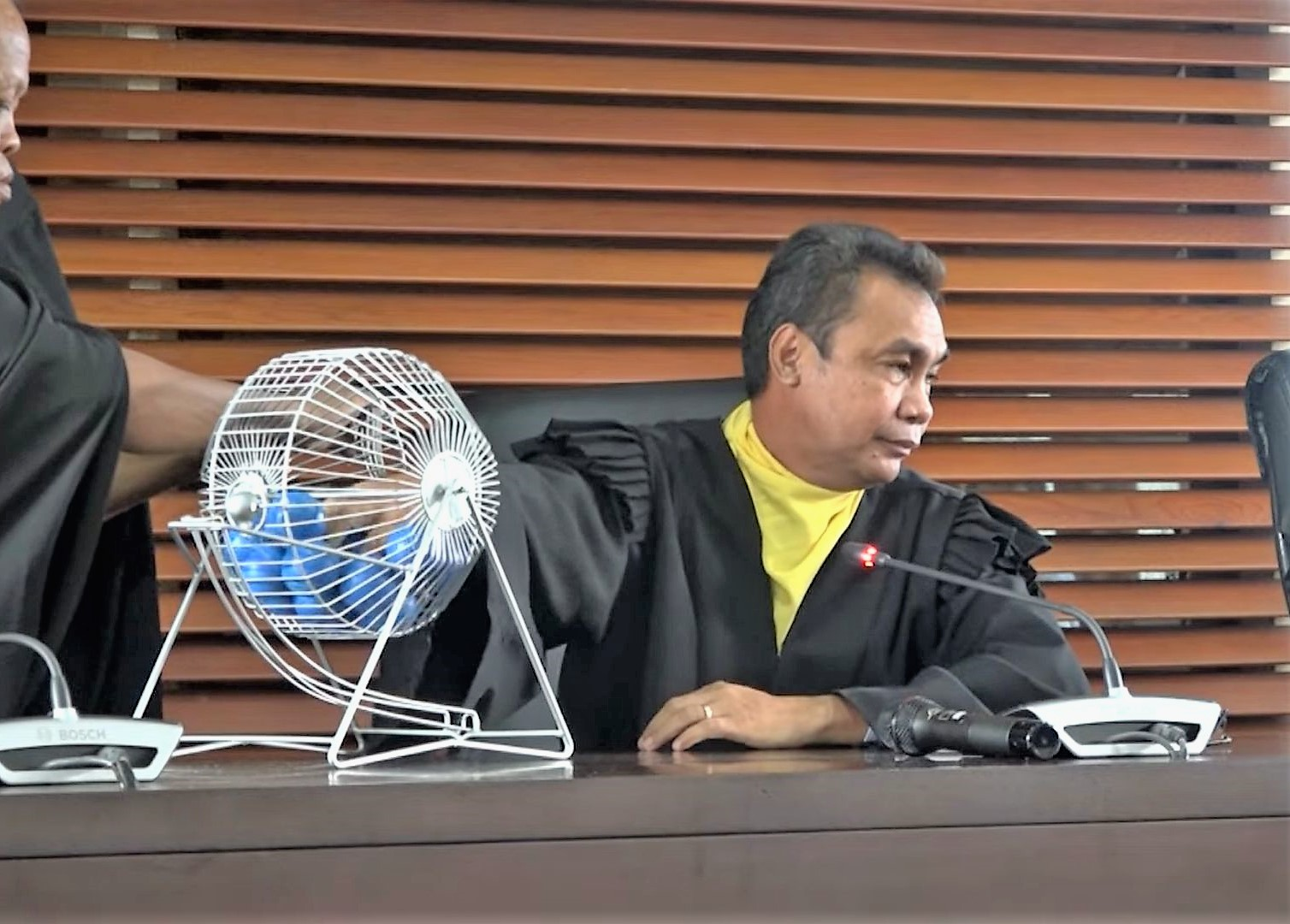
2023年3月29日的政党排名抽签仪式

3月13日，国家选举委员会确认收到三个选举联盟的通知，惟最高法院驳回了三个联盟。民主联盟的人民发展党、民主共和党不符合参选资格的法律要求，无法组成联盟。另外国家民主联盟无法获得政党认可。而泛民主联盟方面，国家发展党于3月14日退出联盟，申诉以独立身份参与选举。对于此案，最高法院认为，由于泛民主联盟的余下政党未与国会或全国会议中的其他政党展开合作，故整个联盟无法注册，但各成员政党可以申请单独选举。
截至3月15日，也就是提交名单的截止时间，共有18个政党提交了选举名单。独立革命阵线–变革党内部产生矛盾，现任党主席里卡多·卡多佐·纽（Ricardo Cardoso Nheu）与前任主席埃吉迪奥·德·热苏斯（Egídio de Jesus）分别提交了名单。鉴于选举联盟及政党参选资格的问题产生，最高法院与选举委员会要求议会在日后明确其对接纳政党和选举联盟的决定权，而这也是法院与选举机构产生矛盾的地方。
3月25日，法院裁定17个政党符合参选资格，独立革命阵线–变革党不符合资格。尚不清楚变革党提交的是哪一份名单，但变革党内部确实没有达成和解。3月29日，正式名单在《共和日报》发布。4月15日，独立革命阵线、人民解放党和人民团结繁荣党签署协议，一旦胜选会组建联盟政府。爱乐巴人民自由党与国家民主联盟达成“战略性协议”，一旦双方成功入主议会，协议将在整个议会任期内，也就是2028年前生效。与此同时，国家民主联盟加入了爱乐巴人民自由党的选举名单，由民主联盟党主席豪尔赫·达·孔塞桑·泰梅（Jorge da Conceição Teme）领衔。

## 选举结果

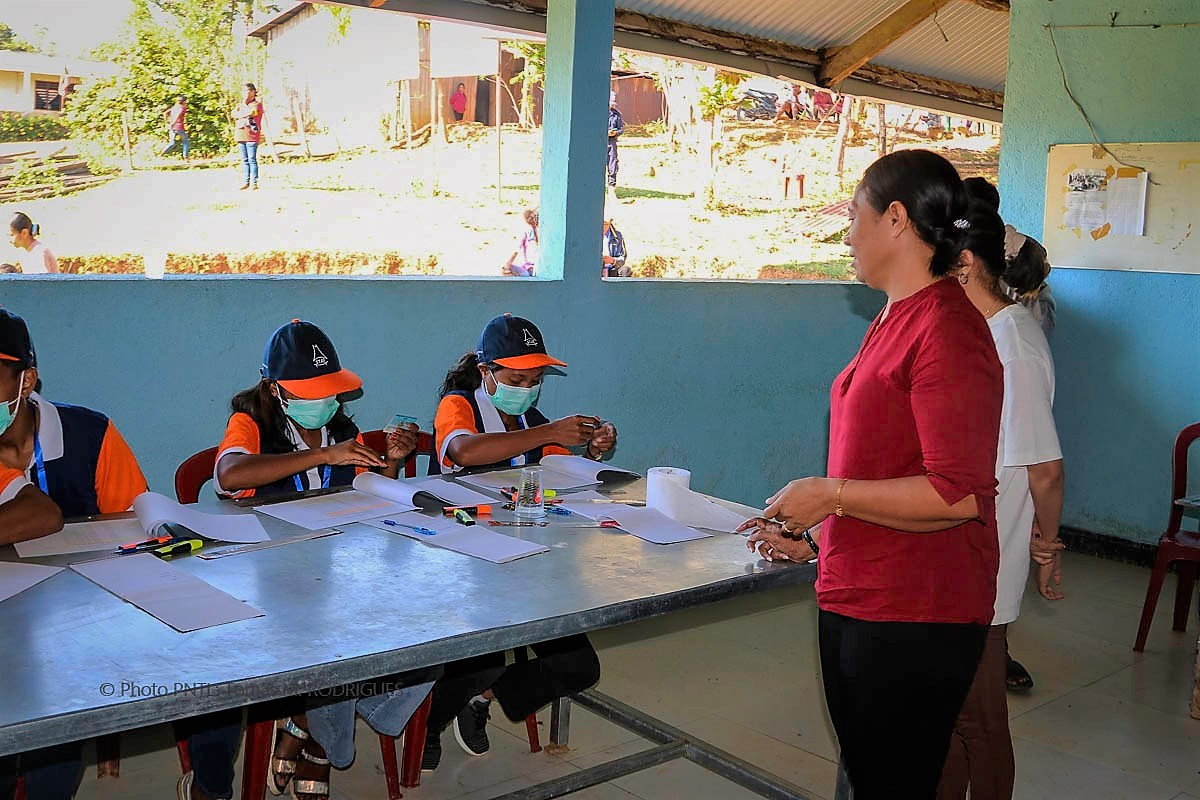
Liurai的投票站

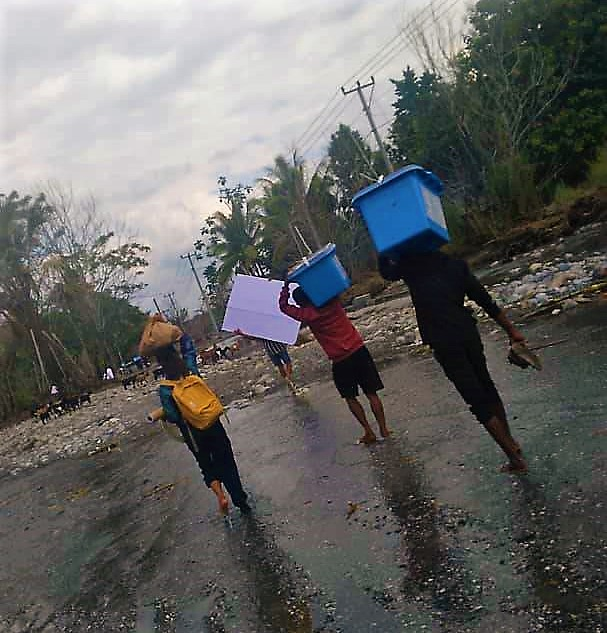
票箱运送过程

投票站于上午7点到下午3点开放，海外票站同一时间开放，这样澳大利亚的选民能提前投票，欧洲的选民最后投票。
海外组织向东帝汶派出了250多名选举观察员，他们来自欧洲联盟、葡萄牙语国家共同体、联合国开发计划署、澳大利亚议会等组织。10个国家的外交使团在选举秘书处登记为观察员。此外还有非政府组织的代表，包括来自G7+及其他国家的组织。其中澳大利亚派出的代表团最多人，共有60人，其次是美国35人、日本12人、新西兰11人、欧洲8人。东帝汶主教团、国家正义、和平与诚信创造委员会、教会社会事务组织在美国国际开发署、国际共和学会及天主教救济服务的支持下，在东帝汶全国组织2000人监察选举。

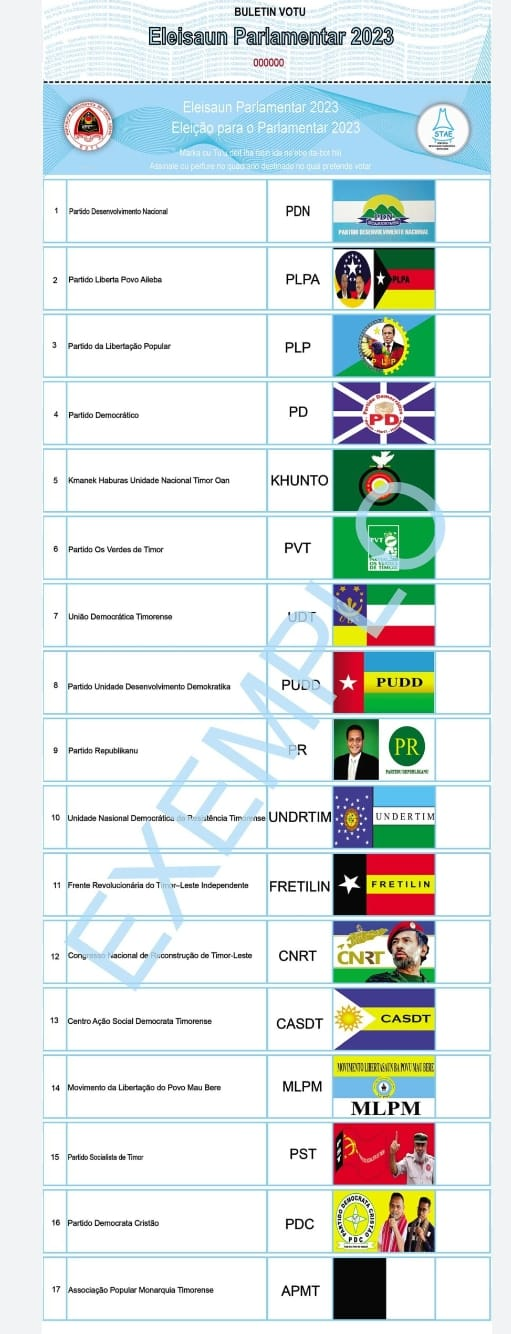
样票

票站工作人员可以提前投票，其中包括维持秩序的安保人员，他们在投票的时候需要和票站保持25米的距离。截至选举日当晚，未有重大事件报告。
| 政党                             | 政党                       | 票数    | %      | 席数 |
| -------------------------------- | -------------------------- | ------- | ------ | ---- |
|                                  | 東帝汶重建全國大會黨       | 288,101 | 41.62  | 31   |
|                                  | 东帝汶独立革命阵线         | 178,248 | 25.75  | 19   |
|                                  | 民主党                     | 64,493  | 9.32   | 6    |
|                                  | 帝汶人民团结繁荣党         | 52,021  | 7.52   | 5    |
|                                  | 人民解放黨                 | 40,696  | 5.88   | 4    |
|                                  | 帝汶绿党                   | 25,100  | 3.63   | 0    |
|                                  | 发展与民主联合党           | 21,639  | 3.13   | 0    |
|                                  | 帝汶君主人民协会           | 6,678   | 0.96   | 0    |
|                                  | 爱乐巴人民自由党           | 3,272   | 0.47   | 0    |
|                                  | 帝汶社會民主中央行動黨     | 3,169   | 0.46   | 0    |
|                                  | 帝汶社会党                 | 2,415   | 0.35   | 0    |
|                                  | 共和党                     | 1,558   | 0.23   | 0    |
|                                  | 基督教民主党               | 1,262   | 0.18   | 0    |
|                                  | 帝汶民主联盟               | 1,256   | 0.18   | 0    |
|                                  | 帝汶抵抗力量民族民主團結黨 | 1,022   | 0.15   | 0    |
|                                  | 莫贝尔人民自由运动         | 642     | 0.09   | 0    |
|                                  | 国家发展党                 | 597     | 0.09   | 0    |
| 总共                             | 总共                       | 692,169 | 100.00 | 65   |
|                                  |                            |         |        |      |
| 有效票数                         | 有效票数                   | 692,169 | 98.05  |      |
| 无效票数                         | 无效票数                   | 11,049  | 1.57   |      |
| 空白票数                         | 空白票数                   | 2,693   | 0.38   |      |
| 总票数                           | 总票数                     | 705,911 | 100.00 |      |
| 已登记选民／投票率               | 已登记选民／投票率         | 890,145 | 79.30  |      |
| 资料来源：国家选举委员会、Tatoli |                            |         |        |      |

79.28%的投票率比2018年的80.98%稍微下降。初步结果显示重建全国大会党大获全胜，有望与民主党成为议会多数党。前执政党独立革命阵线、人民团结繁荣党和人民解放党有望取得65个席位中的28席，比重建党取得的议席少。绿党和发展与民主联盟未能达到4%的选举门槛，其余政党得票率不到1%。独立革命阵线是唯一在勞滕區、維克克區和包考區告捷的政党，相比之下重建党一直保持领先，在海外的投票站也是如此。在埃爾梅拉區，重建党就已经获得51.05%的过半票。本届选举创下独立革命阵线有史以来最差的选举结果。
最终选举结果于5月27日呈交至选举秘书处，之后最高法院会在6月7日公布结果，由《共和國公報》（憲報）刊发。新一届议会预计在6月12日首次开会，届时沙纳纳·古斯芒将正式就任新一任总理。 

## 选举后续
独立革命阵线内部认为此次败选是“耻辱”，要求领导层下台的声音高涨。若泽·阿戈什蒂纽·塞凯拉宣布阿尔卡蒂里和古特雷斯不再是党主席的候补人选。2022年9月的党大会中，塞奎拉未能成为党主席的候选人。竞逐党主席的人选有魯伊·馬里亞·德·阿勞若、奥索里奥·佛罗林多（Osório Florindo）和路易斯·马利亚·洛巴托（Luís Maria Lobato），莱赫·阿南·蒂穆尔列席党内反对派协商会议。2022年的总统选举中，曾担任东帝汶国防军总司令的蒂穆尔与党友古铁雷斯同台较量。在本届议会选举期间，蒂穆尔称自己与古特雷斯、阿尔卡蒂里是党内领导层的三驾马车。
东帝汶部长会议主席团部长菲德利斯·莱特·马加良斯表示上届政府将与未来的政府合作，以确保“有尊严和高质量的过渡”。

## 脚注
1. ↑  . IFES Election Guide.   [2022-12-21]. （原始内容存档于2022-12-21）.
2. 1 2  . Rádio e Televisão de Portugal.   [2023-02-16]. （原始内容存档于2023-02-13） （葡萄牙语）.
3. ↑  Leach, Michael. . Inside Story. 2023-05-23  [2023-05-23]. （原始内容存档于2023-05-23） （英语）.
4. ↑  . FULCRUM. 2022-06-02  [2022-12-21]. （原始内容存档于2022-12-21） （美国英语）.
5. ↑  Leach, Michael. . Inside Story. 2018-08-14  [2020-11-30]. （原始内容存档于2023-04-16）.
6. ↑  Soares Martins, Evaristo. . Tatoli. 2020-05-14  [2020-06-28]. （原始内容存档于2020-07-02）.
7. ↑  Sanchez, Hortencio. . Tatoli. 2020-05-25  [2020-05-27]. （原始内容存档于2020-06-30）.
8. ↑  Colo, Cipriano. . Tatoli. 2020-05-29  [2020-06-28]. （原始内容存档于2020-12-06）.
9. ↑   [Timorese President swears in eight new members of the Government]. RTP News. Lusa News Agency. 2020-05-29  [2020-11-27]. （原始内容存档于2022-01-06） （葡萄牙语）.
10. ↑  . Government of Timor-Leste. 2020-06-24  [2020-06-28]. （原始内容存档于2022-11-06）.
11. ↑  . France 24. 2022-01-23  [2022-01-23]. （原始内容存档于2022-01-30） （英语）.
12. ↑  Barrett, Chris. . The Sydney Morning Herald. 2021-12-19  [2022-01-11]. （原始内容存档于2022-01-13） （英语）.
13. ↑  . Reuters. 2022-03-20  [2022-03-21]. （原始内容存档于2022-03-21） （英语）.
14. ↑  . The Guardian. 2022-04-20  [2022-04-20]. （原始内容存档于2022-04-21） （英语）.
15. ↑  .   [2022-12-21]. （原始内容存档于2022-12-21）.
16. 1 2  . The Guardian. Agence France-Presse. 2022-04-20  [2022-04-21]. （原始内容存档于2022-04-21） （英语）.
17. 1 2  . Al Jazeera. 2022-04-20  [2022-04-21]. （原始内容存档于2022-04-21） （英语）.
18. 1 2  . Al Jazeera. 2022-04-21  [2022-04-21]. （原始内容存档于2022-04-21） （英语）.
19. ↑  . Reuters. 2022-04-21  [2022-04-21]. （原始内容存档于2022-04-21） （英语）.
20. ↑  Marques, Osoria. . TATOLI Agência Noticiosa de Timor-Leste. 2022-11-10  [2023-01-01]. （原始内容存档于2022-11-14） （美国英语）.
21. ↑  . Inter-Parliamentary Union. 2011-06-22  [2023-05-24]. （原始内容存档于2016-08-06） （英语）.
22. ↑   (PDF). National Electoral Commission of East Timor. 2017-05-04. （原始内容 (PDF)存档于2018-06-19） （英语）.
23. 1 2 3 4 5  . Rádio e Televisão de. 2023-05-14  [2023-05-22]. （原始内容存档于2023-05-19） （葡萄牙语）.
24. 1 2 3 4 5  . SAPO 24.   [2023-05-22]. （原始内容存档于2023-03-04） （葡萄牙语）.
25. ↑  . United Nations Development Programme.   [2023-05-22]. （原始内容存档于2023-05-16） （英语）.
26. 1 2 3  . Facebook. 2023-05-21  [2023-05-22]. （原始内容存档于2023-05-21）.
27. ↑  Sousa, Nelson de. . TATOLI Agência Noticiosa de Timor-Leste. 2022-09-02  [2023-01-01]. （原始内容存档于2022-11-14） （美国英语）.
28. ↑  Marques, Osoria. . TATOLI Agência Noticiosa de Timor-Leste. 2022-09-02  [2023-01-01]. （原始内容存档于2022-12-06） （美国英语）.
29. 1 2  . Asemana. 2023-03-14  [2023-05-22]. （原始内容存档于2023-03-14） （葡萄牙语）.
30. ↑  Deus, Isaura Lemos de. . TATOLI Agência Noticiosa de Timor-Leste. 2023-03-20  [2023-05-22]. （原始内容存档于2023-03-20） （美国英语）.
31. 1 2  . Facebook.   [2023-05-22]. （原始内容存档于2023-03-13） （英语）.
32. ↑  Deus, Isaura Lemos de. . TATOLI Agência Noticiosa de Timor-Leste. 2023-02-15  [2023-05-22]. （原始内容存档于2023-03-16） （美国英语）.
33. 1 2  . SAPO. 2023-03-15  [2023-05-22]. （原始内容存档于2023-03-15） （葡萄牙语）.
34. ↑  Mundo ao Minuto. . Notícias ao Minuto. 2023-03-04  [2023-05-22]. （原始内容存档于2023-03-07） （葡萄牙语）.
35. ↑  . Facebook. 2023-03-15  [2023-05-22] （英语）.
36. ↑  Piedade, Domingos da. . TATOLI Agência Noticiosa de Timor-Leste. 2023-03-16  [2023-05-22]. （原始内容存档于2023-03-26） （美国英语）.
37. ↑  . SAPO.   [2023-05-22]. （原始内容存档于2023-03-25） （葡萄牙语）.
38. ↑  . Lusa.pt. 2023-04-15  [2023-05-22]. （原始内容存档于2023-04-15）.
39. ↑  . SAPO.   [2023-05-22]. （原始内容存档于2023-05-05） （葡萄牙语）.
40. 1 2  Portugal, Rádio e Televisão de. . Eleições Timor-Leste. Mais de 250 observadores internacionais acreditados. 2023-05-16  [2023-05-22]. （原始内容存档于2023-05-21） （葡萄牙语）.
41. 1 2  C.Rosario, Nelia B. Da. . TATOLI Agência Noticiosa de Timor-Leste. 2023-05-23  [2023-05-24] （美国英语）.
42. ↑  Lusa. . SAPO 24.   [2023-05-24]. （原始内容存档于2023-05-24） （葡萄牙语）.
43. ↑  Portugal, Rádio e Televisão de. . Oposição na Fretilin quer demissão de liderança após derrota "humilhante". 2023-05-23  [2023-05-24]. （原始内容存档于2023-05-24） （葡萄牙语）.
44. ↑  . Asemana. 2023-05-23  [2023-05-24] （葡萄牙语）.

## 外部連結
- 國家選舉委員會 （页面存档备份，存于）
- 選舉管理技術秘書處 （页面存档备份，存于）